# Protection juridique des bases de données
La protection juridique des bases de données est une forme de réglementation relative aux bases de données.
Les bases de données sont contraintes à respecter la réglementation sur les données personnelles et l’ordre public. Inversement, les enjeux économiques (investissements souvent lourds) induits par la création et l'entretien des bases de données ont entraîné un développement important de leur protection à la fin des années 1990, sous l’impulsion du droit européen.
Ainsi, la directive communautaire du 11 mars 1996 sur la protection des bases de données, transposée par la loi du 1er juillet 1998, a mis en place une double protection pour les bases de données : une protection par le droit d'auteur et une protection par un droit sui generis, c’est-à-dire un droit spécifique au producteur de données.
Des licences ouvertes ont été spécifiquement créées pour les bases de données, dont l'Open Database License (ODBL).

## Différentes protections
La protection des bases de données s'entend comme la protection d'un ensemble de données, qu'elles soient fixées ou non sur support informatique.
La protection porte aussi bien sur le contenu que sur le contenant.

### Par le droit d’auteur
En cas de contenant original (mise en page, présentation, formulaire d'extraction spécifique), la protection par le droit d'auteur s'applique. L'information elle-même (donnée brute) n'est pas concernée par ce droit.

### Par le droitsui generis
L'Union européenne notamment a prévu de créer une nouvelle source de droit (sui generis) pour les bases de données, laissant ainsi la possibilité aux États de ne pas obligatoirement lier le droit sur les bases de données au droit d'auteur.
La protection des bases de données couvre alors tout investissement (financier et humain) conséquent pour l'établissement de la base, sa vérification ou sa mise à jour, dès lors qu'un risque apparaît en même temps que cet investissement.
La législation française est assez explicite concernant ce droit nouveau :

« Le producteur d'une base de données, entendu comme la personne qui prend l'initiative et le risque des investissements correspondants, bénéficie d'une protection du contenu de la base lorsque la constitution, la vérification ou la présentation de celui-ci atteste d'un investissement financier, matériel ou humain substantiel.
Cette protection est indépendante et s'exerce sans préjudice de celles résultant du droit d'auteur ou d'un autre droit sur la base de données ou un de ses éléments constitutifs. »

Le droit d’auteur protège la forme, le droit sui generis le contenu de la base de données. Alors que pour le droit d’auteur la condition requise était l’originalité, pour le droit du producteur de la base de données la condition requise pour bénéficier de la protection est un investissement substantiel dans la constitution, la vérification ou la présentation du contenu de cette base.
La jurisprudence a eu l’occasion de préciser ce qu’était « un investissement substantiel » dessinant ainsi un champ limité à ce droit sui generis. Ainsi, l’investissement pour la création des données de cette base (par exemple la rémunération des auteurs d’articles originaux pour une encyclopédie) n’est pas pris en compte : le droit du producteur de la base de données vise à « encourager le traitement de l’information […] mais il n’a pas pour finalité d’encourager la création de données » (Christophe Caron).
Si cette condition de l’investissement substantiel est remplie, le producteur de la base de données bénéficie alors d’une protection étendue pour le contenu de celle-ci. Le producteur peut ainsi interdire l’extraction du contenu de la base, à condition que cette extraction soit qualitativement ou quantitativement substantielle. Il peut également interdire la réutilisation du contenu de la base de données. Le producteur peut également interdire l’utilisation excessive de sa base de données. (voir les articles 342-1 et suivants du Code de la propriété intellectuelle).
Le droit du producteur de la base de données naît à l’achèvement de celle-ci et expire quinze ans après le 1er janvier de l’année civile qui suit celle de son achèvement (article L. 342-5 du Code de la propriété intellectuelle). Le point de départ est repoussé à la première mise à disposition du public pour les bases de données achevées antérieurement mais non encore publiées. Le point de départ est également repoussé au 1er janvier de l’année civile qui suit chaque nouvel investissement substantiel pour à nouveau quinze années : la durée de protection du droit des producteurs de base de données peut donc être virtuellement infinie.
La double protection des bases de données qu’offre le droit français et le droit communautaire est très importante, elle est le pendant de l’importance que revêt la recherche, le traitement et l’accès à l’information pour les acteurs économiques. Toutefois, il faut souligner que ce système très protecteur n’est pas unanimement accepté : ainsi par exemple, les États-Unis ont une législation beaucoup moins protectrice, et cherchent à ne pas paralyser l’accès à l’information par une législation trop restrictive. La jurisprudence française a d’ailleurs tenté d’empêcher les inconvénients d’une protection juridique trop forte des bases de données en acceptant de contrôler le prix d’accès aux bases jugées essentielles.

### Les protections découlant
La protection d'une base de données par les droits d’auteur ou le droit sui generis confère donc au créateur de cette base un droit moral et des droits patrimoniaux.
Le droit moral permet au créateur de la base de données, par exemple, de s’opposer à toute modification portant atteinte à l’intégrité de la base de données ; les droits patrimoniaux permettront au créateur de la base de données de s’opposer à toute exploitation de cette base sans son autorisation.

## Droit par pays

### Amériques

#### Canada
En droit de la propriété intellectuelle canadien, les idées ou les données à elles seules ne peuvent pas être protégées par le droit d'auteur, car la Loi sur le droit d'auteur comporte l'exigence qu'une œuvre soit originale.,,. Cette exigence d'originalité est affirmée dans l'arrêt de principe CCH Canadienne Ltée c. Barreau du Haut-Canada de la Cour suprême du Canada. Bien qu'il n'y ait pas de protection sui generis des bases de données, le contenu de certaines bases de données peut être protégé lorsqu'il est démontré qu'il constitue une œuvre originale au sens de la Loi; à titre d'exemple, dans l'arrêt Geophysical Service Incorporated v EnCana Corporation,, la Cour du banc de la Reine de l'Alberta et la Cour d'appel de l'Alberta ont reconnu que le traitement de données sismiques par la société Geophysical Service Incorporated était protégé par l'article 3 de la Loi sur le droit d'auteur en raison de l'originalité du travail des experts qui ont traité les données géologiques.
Par ailleurs, en droit de la responsabilité délictuelle (ou droit de la responsabilité civile au Québec), une auteure conclut que « si un facilitateur s’est livré à une conduite intentionnelle ou imprudente, il pourrait certes être responsable d’une faute d’intrusion dans l’isolement/pour une attaque de pirate informatique en Common Law ».

### Europe
L’expression « droit sui generis » figure dans la directive communautaire de 1996. Ce droit sui generis ne se confond pas et ne concurrence pas le droit d’auteur, mais se cumule.

#### France
En France, le droit sur les bases de données n'est pas un droit d'auteur, mais se rapproche des droits voisins. Une distinction est faite entre le droit sur la base, et le droit d'auteur, distinct, sur certains éléments de cette base (par exemple cas de recueils de poésies).
L’article L112-3 du Code de la propriété intellectuelle français dispose :

« Les auteurs de traductions, d'adaptations, transformations ou arrangements des œuvres de l'esprit jouissent de la protection instituée par le présent code sans préjudice des droits de l'auteur de l'œuvre originale. Il en est de même des auteurs d'anthologies ou de recueils d'œuvres ou de données diverses, tels que les bases de données, qui, par le choix ou la disposition des matières, constituent des créations intellectuelles.
On entend par base de données un recueil d'œuvres, de données ou d'autres éléments indépendants, disposés de manière systématique ou méthodique, et individuellement accessibles par des moyens électroniques ou par tout autre moyen. »

La protection des bases de données ne se limite donc pas aux bases de données informatisées mais bien aussi aux bases de données « papiers ».
L’article L112-3 du Code de la propriété intellectuelle marque bien les exigences traditionnelles pour bénéficier de la protection du droit d’auteur : la condition d’originalité « par le choix ou la disposition des matières » (ce qui est un critère d’appréciation nouveau) qui confère à la base de données le statut de « création intellectuelle » et en tant que telle devient protégeable par le droit d’auteur. Ne pourra donc pas être protégé un simple assemblage classique d’informations, c’est-à-dire sans « architecture » originale. La protection conférée par le droit d’auteur vise ainsi essentiellement la « forme » de la base de données.
Le code de propriété intellectuelle laisse une marge de jugement importante, notamment pour la quantification des parties substantielles qui peuvent ou non être extraites d'une base de données.

## Compléments